# Roaring River State Park Hotel
 (août 2020).
Le Roaring River State Park Hotel – ou Roaring River State Park Lodge – est un lodge dans le comté de Barry, au Missouri, dans le centre des États-Unis. Protégé au sein du Roaring River State Park, ce bâtiment a été construit sous la houlette de la Work Projects Administration dans le style rustique du National Park Service de décembre 1936 à janvier 1938. Il est inscrit au Registre national des lieux historiques depuis le 4 mars 1985.